# Jordan Mathews
Jordan Philip Mathews (Santa Monica, 22 giugno 1994) è un cestista statunitense.